# المعيار المعرب والجامع المغرب عن فتاوى أهل إفريقية والأندلس والمغرب
المعيار المعرب والجامع المغرب عن فتاوى أهل إفريقية والأندلس والمغرب كتاب للإمام أبي العباس الونشريسي (تـ914 هـ)، يحتوي مجموعة ضخمة من فتاوى واجتهادات فقهاء القيروان، وبجاية، وتلمسان، وقرطبة، وغرناطة، وسبتة، وفاس، ومراكش، وغيرها من عواصم الغرب الإسلامي طوال ثمانية قرون، مما ينم عن إدراك عميق لعلماء هذه البلاد لمقاصد الشريعة الإسلامية، مكَّنهم من مواجهة جميع المشاكل التي اعترضتهم، وإيجاد الحلول الملائمة لما استشكله الناس من أمور دينهم ودنياهم، طبع الكتاب من طرف وزارة الأوقاف والشؤون الإسلامية المغربية بعناية الدكتور محمد حجي في 13 مجلدا.

## مقالات ذات صلة
- الدرر المكنونة في نوازل مازونة